# Evippa badchysica
Evippa badchysica är en spindelart som beskrevs av Sternbergs 1979. Evippa badchysica ingår i släktet Evippa och familjen vargspindlar.
Artens utbredningsområde är Turkmenistan. Inga underarter finns listade i Catalogue of Life.